# Molophilus incurvus
Molophilus incurvus är en tvåvingeart som beskrevs av Mendl 1979. Molophilus incurvus ingår i släktet Molophilus och familjen småharkrankar. Inga underarter finns listade i Catalogue of Life.